# Bud Shuster
Elmer Greinert Shuster, detto Bud (Glassport, 23 gennaio 1932 – Everett, 19 aprile 2023), è stato un politico statunitense, membro della Camera dei rappresentanti per lo Stato della Pennsylvania dal 1973 al 2001.

## Biografia
Allievo dell'Università di Pittsburgh, dopo gli studi Shuster servì nell'esercito e successivamente entrò nel mondo degli affari dapprima come vicepresidente di RCA e poi come fondatore di un'azienda di computer.
Nel 1972 si candidò alla Camera dei rappresentanti come esponente del Partito Repubblicano e riuscì a farsi eleggere. Le idee conservatrici di Shuster vennero condivise dai suoi elettori, che lo riconfermarono per altri quattordici mandati.
La sfida per la rielezione più accesa che Shuster affrontò fu quella del 1984, quando l'attrice Nancy Kulp si candidò contro di lui come membro del Partito Democratico. Con l'intento di sconfiggere l'avversaria, Shuster ingaggiò per la sua campagna elettorale Buddy Ebsen, che per anni aveva lavorato al fianco della Kulp nella serie televisiva The Beverly Hillbillies. Ebsen registrò uno spot radiofonico in cui diceva: "Ehi Nancy, ti voglio davvero bene ma sei un po' troppo liberale per me... Devo andare con Bud." e alla fine Shuster riuscì a prevalere di gran lunga sulla Kulp.
Nel 2001 Shuster decise di ritirarsi dal Congresso poco dopo essere stato rieletto per la quindicesima volta; suo figlio Bill prese parte alle elezioni speciali per assegnare il suo seggio e lo vinse.